# Слабая сходимость
Слабая сходимость в функциональном анализе — вид сходимости в топологических векторных пространствах.

## Определение
Пусть {\displaystyle K} — топологическое поле, {\displaystyle X} — топологическое векторное пространство над полем {\displaystyle K} и {\displaystyle X^{*}}— сопряжённое пространство, состоящее из всех непрерывных линейных функционалов на {\displaystyle X}. Тогда слабой топологией пространства {\displaystyle X} называется самая слабая из топологий, в которой непрерывны все линейные функционалы, непрерывные в исходной топологии этого пространства.
Предбазу слабой топологии образуют множества
{\displaystyle V_{x,f,\varepsilon }=\{\,y\in X:|f(y)-f(x)|<\varepsilon \,\}}
для всех {\displaystyle x\in X}, {\displaystyle f\in X^{*}}, и {\displaystyle \varepsilon >0}.
Иначе говоря, последовательность элементов {\displaystyle x_{n}\in X} слабо сходится к элементу {\displaystyle x_{\infty }\in X}, если для любого непрерывного линейного функционала {\displaystyle f\in X^{*}} последовательность чисел {\displaystyle \{f(x_{n})\}} сходится к {\displaystyle f(x_{\infty })}.
Слабой* топологией в {\displaystyle X^{*}} называют топологию, предбазу которой образуют множества
{\displaystyle V_{f,x,\varepsilon }^{*}=\{\,g\in X^{*}:|g(x)-f(x)|<\varepsilon \,\}}
для всех {\displaystyle x\in X}, {\displaystyle f\in X^{*}}, и {\displaystyle \varepsilon >0}.
Иначе говоря, последовательность функций {\displaystyle f_{n}\in X^{*}} слабо* сходится к функции {\displaystyle f_{\infty }\in X^{*}}, если для любого {\displaystyle x\in X}, последовательность чисел {\displaystyle f_{n}(x)} сходится к {\displaystyle f_{\infty }(x)}.

### Замечания
Сходимость в пространстве {\displaystyle X}, определяемая его исходной топологией, называется сильной.

## Свойства
- Если последовательность сходится к некоторому элементу сильно, то она сходится к этому элементу и слабо.
- В конечномерном евклидовом пространстве понятия сильной и слабой сходимости совпадают.
- В случае, когда {\displaystyle X} — нормированное векторное пространство, имеют место следующие утверждения. Слабо сходящаяся последовательность элементов {\displaystyle \{x_{n}\}\subset X} является ограниченной, то есть {\displaystyle \|x_{n}\|\leq C} для некоторого положительного числа {\displaystyle C}. Последовательность элементов {\displaystyle \{x_{n}\}\subset X} слабо сходится к элементу {\displaystyle x_{0}\in X}, если она является ограниченной и {\displaystyle \{f(x_{n})\}} сходится к {\displaystyle f(x_{0})} для каждого непрерывного линейного функционала из некоторого подмножества пространства {\displaystyle X^{*}}, линейная оболочка которого всюду плотна в {\displaystyle X^{*}}.
- Теорема Банаха — Алаоглу — Бурбаки. Замкнутый единичный шар пространства {\displaystyle X^{*}} компактен в слабой* топологии пространства {\displaystyle X^{*}}.
- Теорема Эберлейна — Шмульяна. Подмножество {\displaystyle A} банахова пространства {\displaystyle X} слабо компактно тогда и только тогда, когда оно слабо секвенциально компактно.

## Пример
Пусть {\displaystyle X=C[a,b]} — пространство непрерывных функций на отрезке {\displaystyle [a,b]} с нормой, определенной равномерной сходимостью (сильная сходимость). Последовательность функций {\displaystyle \{x_{n}(\cdot )\}} слабо сходится к функции {\displaystyle x_{0}(\cdot )} тогда и только тогда, когда выполняются два условия: 1) она является равномерно ограниченной, то есть {\displaystyle |x_{n}(t)|\leq C} при всех {\displaystyle t\in [a,b]} для некоторого положительного числа {\displaystyle C}, и 2) {\displaystyle \{x_{n}(\cdot )\}} сходится к {\displaystyle x_{0}(\cdot )} поточечно, то есть числовая последовательность {\displaystyle \{x_{n}(t)\}} сходится к {\displaystyle x_{0}(t)} для любого {\displaystyle t\in [a,b]}.